# El cant dels ocells
El cant dels ocells («Песня птиц») — каталонская народная песня, один из национальных символов Каталонии. Это рождественская песня, в которой разные птицы выражают свою радость при вести о рождении Христа. Особую популярность за пределами Каталонии получила в инструментальном переложении для виолончели, выполненном Пау Казальсом.

## История
- В 1705 году появилась пародийная версия песни, приуроченная к завоеванию Барселоны эрцгерцогом Карлом VI[2].
- В 1992 году песня была исполнена оперной певицей Викторией де Лос Анхелес на церемонни закрытия Олимпийских Игр в Барселоне[3][4]. По мнению аналитиков, исполнение наряду с каталонской песней испанской классики — «Аранхуэсского концерта» — позволило сбалансировать проявления каталонского и испанского национализма в ходе этих Игр[5].

## Кинематограф
- El cant dels ocells — художественный фильм Альберта Серра (2008), посвящённый путешествию волхвов к младенцу Христу. Единственной музыкальной композицией, звучащей в фильме, является «Песня птиц» в инструментальном варианте Казальса.